# Aussiedlerhof Götzenbrunnen
Aussiedlerhof Götzenbrunnen ist ein Wohnplatz auf der Gemarkung des Boxberger Stadtteils Uiffingen im Main-Tauber-Kreis im fränkisch geprägten Nordosten Baden-Württembergs.

## Geographie

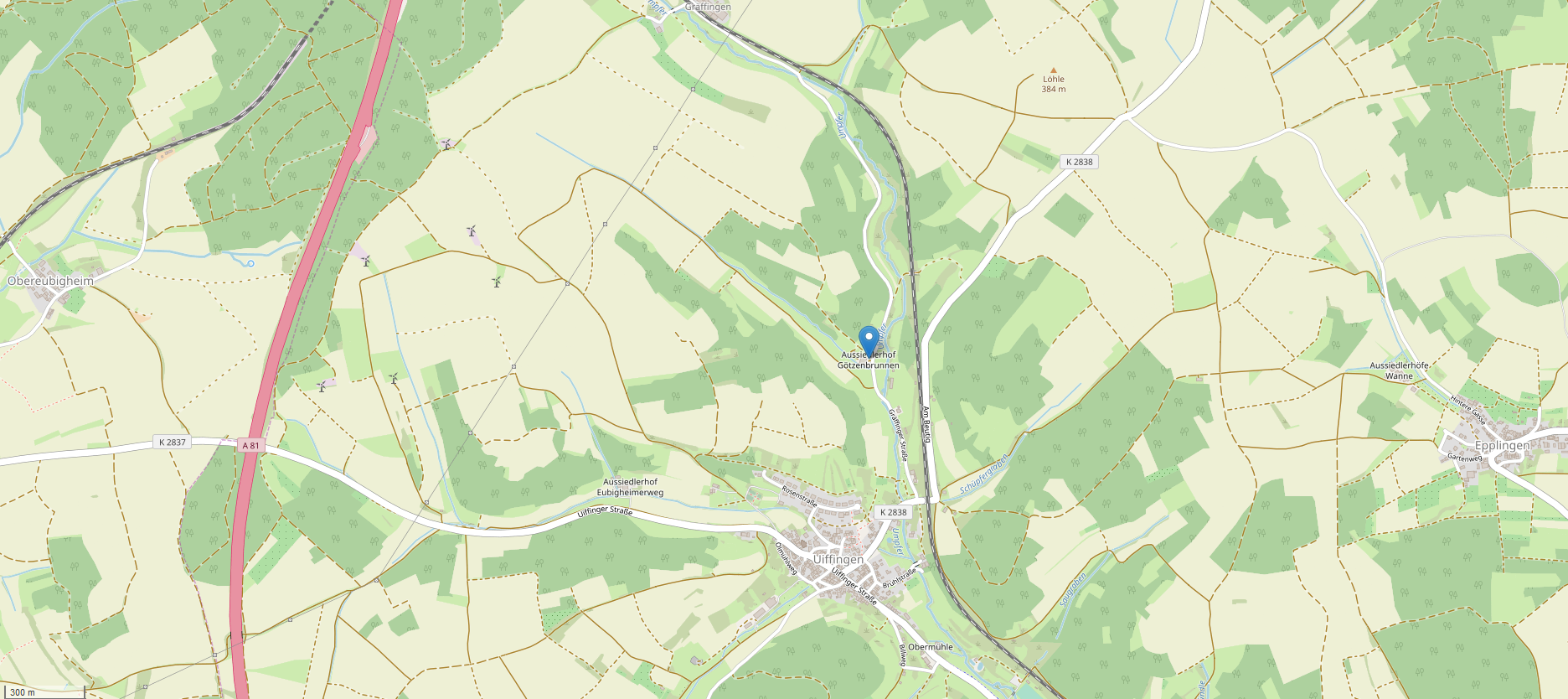
Lage des Aussiedlerhofs Götzenbrunnen

Der Aussiedlerhof Götzenbrunnen liegt etwa 500 Meter nördlich von Uiffingen. Die Umpfer fließt am Wohnplatz und daraufhin an Uiffingen vorbei.

## Geschichte
Der Ort kam als Teil der ehemals selbständigen Gemeinde Uiffingen am 1. Januar 1973 zur Stadt Boxberg.

## Verkehr
Der Wohnplatz Aussiedlerhof Götzenbrunnen ist von Uiffingen über die Gräffinger Straße zu erreichen, die bis zum Weiler Gräffingen weiterführt.